# Picnik
Picnik este numele unui editor de imagini online, bazat pe tehnologia  Adobe Flash, utilizat de peste 1.000.000 de persoane în 2007. Situl lui Picnik oferă posibilitatea schimbării numărului de pixeli, folosirea de efecte (umbrit, transparent), adăugarea de scris de diferite tipuri (cursiv, aldin, grafitti), decuparea imaginilor, lipirea de obiecte (simboluri, fulgi de zăpadă, etc.) și poate lucra chiar cu două imagini simultan. Pentru utilizare nu este nevoie de crearea unui cont.
Inchis pe data 19 aprilie 2013.